# Sportif belge de l'année
Pour les articles homonymes, voir Sportif de l'année.
Chaque année sont élues, lors du gala du sport belge, les plus grandes personnalités du sport en Belgique.

## Sportif de l'année
Le record de titres est détenu par Eddy Merckx (six titres, de 1969 à 1974).
| Année | Or                     | Argent              | Bronze                 |
| ----- | ---------------------- | ------------------- | ---------------------- |
| 1967  | Ferdinand Bracke       | Eddy Merckx         | Gaston Roelants        |
| 1968  | Serge Reding           | Eddy Merckx         | Herman Van Springel    |
| 1969  | Eddy Merckx            | Serge Reding        | Jacky Ickx             |
| 1970  | Eddy Merckx            | Jacky Ickx          | Serge Reding           |
| 1971  | Eddy Merckx            | Emiel Puttemans     | Karel Lismont          |
| 1972  | Eddy Merckx            | Emiel Puttemans     | Karel Lismont          |
| 1973  | Eddy Merckx            | Roger DeCoster      | Emiel Puttemans        |
| 1974  | Eddy Merckx            | Paul Van Himst      | Roger De Vlaeminck     |
| 1975  | Bruno Brokken          | Eddy Merckx         | Roger De Vlaeminck     |
| 1976  | Ivo Van Damme          | Freddy Maertens     | Lucien Van Impe        |
| 1977  | Michel Pollentier      | Gaston Rahier       | Léon Schots            |
| 1978  | Raymond Ceulemans      | Karel Lismont       | Johan De Muynck        |
| 1979  | Robert Van de Walle    | Ronald Desruelles   | Wilfried Van Moer      |
| 1980  | Robert Van de Walle    | Wilfried Van Moer   | Jan Ceulemans          |
| 1981  | Freddy Maertens        | Wilfried Van Moer   | André Malherbe         |
| 1982  | Jacky Ickx             | Armand Parmentier   | Eric Geboers           |
| 1983  | Eddy Annys             | Eric Geboers        | Jacky Ickx             |
| 1984  | Claude Criquielion     | Roger Ilegems       | André Malherbe         |
| 1985  | Gaston Rahier          | Vincent Rousseau    | Raymond Ceulemans      |
| 1986  | William Van Dijck      | Jan Ceulemans       | Jean-Marc Renard       |
| 1987  | Georges Jobé           | William Van Dijck   | Thierry Boutsen        |
| 1988  | Eric Geboers           | Robert Van de Walle | Thierry Boutsen        |
| 1989  | Thierry Boutsen        | Michel Preud'homme  | Jean-Michel Saive      |
| 1990  | Rudy Dhaenens          | Enzo Scifo          | Eric Geboers           |
| 1991  | Jean-Michel Saive      | Stefan Everts       | Georges Jobé           |
| 1992  | Georges Jobé           | Jean-Michel Saive   | Stefaan Maene          |
| 1993  | Vincent Rousseau       | Jean-Michel Saive   | Johan Museeuw          |
| 1994  | Jean-Michel Saive      | Vincent Rousseau    | Frederik Deburghgraeve |
| 1995  | Frederik Deburghgraeve | Johan Museeuw       | Stefan Everts          |
| 1996  | Frederik Deburghgraeve | Johan Museeuw       | Luc Van Lierde         |
| 1997  | Luc Van Lierde         | Stefan Everts       | Filip Dewulf           |
| 1998  | Frederik Deburghgraeve | Joël Smets          | Luc Van Lierde         |
| 1999  | Luc Van Lierde         | Frank Vandenbroucke | Mohammed Mourhit       |
| 2000  | Joël Smets             | Filip Meirhaeghe    | Mohammed Mourhit       |
| 2001  | Stefan Everts          | Rik Verbrugghe      | Raymond Ceulemans      |
| 2002  | Stefan Everts          | Johan Museeuw       | Marc Wilmots           |
| 2003  | Stefan Everts          | Filip Meirhaeghe    | Peter Van Petegem      |
| 2004  | Stefan Everts          | Tom Boonen          | Axel Merckx            |
| 2005  | Tom Boonen             | Sven Nys            | Stefan Everts          |
| 2006  | Stefan Everts          | Tom Boonen          | Sven Nys               |
| 2007  | Tom Boonen             | Sven Nys            | Axel Hervelle          |
| 2008  | Sven Nys               | Stijn Devolder      | Kévin Borlée           |
| 2009  | Philippe Gilbert       | Niels Albert        | Didier Mbenga          |
| 2010  | Philippe Gilbert       | Kévin Borlée        | Philippe Lejeune       |
| 2011  | Philippe Gilbert       | Kévin Borlée        | Jonathan Borlée        |
| 2012  | Tom Boonen             | Hans Van Alphen     | Philippe Gilbert       |
| 2013  | Frederik Van Lierde    | Sven Nys            | Bart Swings            |
| 2014  | Thibaut Courtois       | David Goffin        | Bart Swings            |
| 2015  | Kevin De Bruyne        | Philip Milanov      | Greg Van Avermaet      |
| 2016  | Greg Van Avermaet      | Pieter Timmers      | David Goffin           |
| 2017  | David Goffin           | Greg Van Avermaet   | Kevin De Bruyne        |
| 2018  | Eden Hazard            | Koen Naert          | Bart Swings            |
| 2019  | Remco Evenepoel        | Victor Campenaerts  | Wout van Aert          |
| 2020  | Wout van Aert          | Romelu Lukaku       | Remco Evenepoel        |
| 2021  | Wout van Aert          | Bashir Abdi         | Matthias Casse         |
| 2022  | Remco Evenepoel        | Wout van Aert       | Bart Swings            |
| 2023  | Remco Evenepoel        | Luca Brecel         | Bart Swings            |
| 2024  | Remco Evenepoel        | Thierry Neuville    | Bashir Abdi            |

| Rang | Noms                   | Nombre de fois vainqueur | Année               |
| ---- | ---------------------- | ------------------------ | ------------------- |
| 1    | Eddy Merckx            | 6                        | 1969 à 1974         |
| 2    | Stefan Everts          | 5                        | 2001 à 2004 et 2006 |
| 3    | Remco Evenepoel        | 4                        | 2019 et 2022 à 2024 |
| 4    | Frederik Deburghgraeve | 3                        | 1995, 1996, 1998    |
| 4    | Philippe Gilbert       | 3                        | 2009 à 2011         |
| 4    | Tom Boonen             | 3                        | 2005, 2007, 2012    |
| 6    | Robert Van de Walle    | 2                        | 1979 et 1980        |
| 6    | Jean-Michel Saive      | 2                        | 1991 et 1994        |
| 6    | Luc Van Lierde         | 2                        | 1997 et 1999        |
| 6    | Wout van Aert          | 2                        | 2020 et 2021        |

## Sportive de l'année
Le record de titres est détenu par Ingrid Berghmans (judo), nommée huit fois entre 1980 et 1989, et Kim Clijsters, nommée également huit fois entre 1999 et 2011.
| Année | Or                     | Argent              | Bronze               |
| ----- | ---------------------- | ------------------- | -------------------- |
| 1975  | Carine Verbauwen       | Lea Alaerts         | Marie-France Germiat |
| 1976  | Anne-Marie Pira        | Carine Verbauwen    | Lea Alaerts          |
| 1977  | Anne-Marie Pira        | Carine Verbauwen    | Karin Verguts        |
| 1978  | Carine Verbauwen       | Lea Alaerts         | Marie-France Mil     |
| 1979  | Carine Verbauwen       | Annie Lambrechts    | Anne Michel          |
| 1980  | Ingrid Berghmans       | Annie Lambrechts    | Pascale Verbauwen    |
| 1981  | Annie Lambrechts       | Betty Vansteenbroek | Vera Zeitzen         |
| 1982  | Ingrid Berghmans       | Barbara Lippens     | Gerda Sierens        |
| 1983  | Ingrid Berghmans       | Chris Soetewey      | Ingrid Lempereur     |
| 1984  | Ingrid Berghmans       | Ingrid Lempereur    | Ann Haesebrouck      |
| 1985  | Ingrid Berghmans       | Betty Vansteenbroek | Ingrid Lempereur     |
| 1986  | Ingrid Berghmans       | Ann Devries         | Sandra Wasserman     |
| 1987  | Ingrid Lempereur       | Ingrid Berghmans    | Sandra Wasserman     |
| 1988  | Ingrid Berghmans       | Isabelle Arnould    | Ingrid Lempereur     |
| 1989  | Ingrid Berghmans       | Brigitte Becue      | Véronique Collard    |
| 1990  | Sabine Appelmans       | Ulla Werbrouck      | Christelle Deliege   |
| 1991  | Sabine Appelmans       | Sylvia Dethier      | Nicole Flagothier    |
| 1992  | Annelies Bredael       | Heidi Rakels        | Sabine Appelmans     |
| 1993  | Gella Vandecaveye      | Brigitte Becue      | Heidi Van de Vijver  |
| 1994  | Brigitte Becue         | Gella Vandecaveye   | Ulla Werbrouck       |
| 1995  | Brigitte Becue         | Ulla Werbrouck      | Lieve Slegers        |
| 1996  | Ulla Werbrouck         | Gella Vandecaveye   | Marie-Isabelle Lomba |
| 1997  | Gella Vandecaveye      | Dominique Monami    | Ulla Werbrouck       |
| 1998  | Dominique Monami       | Gella Vandecaveye   | Marleen Renders      |
| 1999  | Kim Clijsters          | Ulla Werbrouck      | Marleen Renders      |
| 2000  | Kim Clijsters          | Gella Vandecaveye   | Dominique Monami     |
| 2001  | Kim Clijsters          | Justine Henin       | Gella Vandecaveye    |
| 2002  | Kim Clijsters          | Kim Gevaert         | Justine Henin        |
| 2003  | Justine Henin-Hardenne | Kim Clijsters       | Ann Wauters          |
| 2004  | Justine Henin-Hardenne | Kim Gevaert         | Ann Wauters          |
| 2005  | Kim Clijsters          | Kim Gevaert         | Ann Wauters          |
| 2006  | Justine Henin-Hardenne | Kim Gevaert         | Tia Hellebaut        |
| 2007  | Justine Henin          | Kim Gevaert         | Tia Hellebaut        |
| 2008  | Tia Hellebaut          | Kim Gevaert         | Ann Wauters          |
| 2009  | Kim Clijsters          | Yanina Wickmayer    | Eline Berings        |
| 2010  | Kim Clijsters          | Svetlana Bolshakova | Ann Wauters          |
| 2011  | Kim Clijsters          | Evi Van Acker       | Ann Wauters          |
| 2012  | Evi Van Acker          | Charline Van Snick  | Ann Wauters          |
| 2013  | Kirsten Flipkens       | Valérie Courtois    | Cathérine Jacques    |
| 2014  | Nafissatou Thiam       | Delfine Persoon     | Evi Van Acker        |
| 2015  | Delfine Persoon        | Charline Van Snick  | Evi Van Acker        |
| 2016  | Nafissatou Thiam       | Jolien D'Hoore      | Delfine Persoon      |
| 2017  | Nafissatou Thiam       | Nina Derwael        | Emma Meesseman       |
| 2018  | Nina Derwael           | Nafissatou Thiam    | Emma Meesseman       |
| 2019  | Nina Derwael           | Emma Meesseman      | Nafissatou Thiam     |
| 2020  | Emma Meesseman         | Julie Allemand      | Lotte Kopecky        |
| 2021  | Nina Derwael           | Nafissatou Thiam    | Emma Meesseman       |
| 2022  | Nafissatou Thiam       | Lotte Kopecky       | Loena Hendrickx      |
| 2023  | Lotte Kopecky          | Emma Meesseman      | Loena Hendrickx      |
| 2024  | Nafissatou Thiam       | Lotte Kopecky       | Noor Vidts           |

| Rang | Noms              | Nombre de fois vainqueur | Année                          |
| ---- | ----------------- | ------------------------ | ------------------------------ |
| 1    | Ingrid Berghmans  | 8                        | 1980, 1982 à 1986, 1988, 1989  |
| 1    | Kim Clijsters     | 8                        | 1999 à 2002, 2005, 2009 à 2011 |
| 3    | Justine Henin     | 4                        | 2003, 2004, 2006, 2007         |
| 3    | Nafissatou Thiam  | 4                        | 2014, 2016, 2017, 2022         |
| 5    | Carine Verbauwen  | 3                        | 1975, 1978, 1979               |
| 5    | Nina Derwael      | 3                        | 2018, 2019, 2021               |
| 7    | Anne-Marie Pira   | 2                        | 1976, 1977                     |
| 7    | Sabine Appelmans  | 2                        | 1990, 1991                     |
| 7    | Gella Vandecaveye | 2                        | 1993, 1997                     |

## Espoir de l'année
| Année | Or                      | Argent               | Bronze               |
| ----- | ----------------------- | -------------------- | -------------------- |
| 1998  | Kim Clijsters           | Xavier Malisse       | Bart Wellens         |
| 1999  | Bart Wellens            | Hans Janssens        | Thibaut Duval        |
| 2000  | Bart Aernouts           | Tom Vannoppen        | Krista Marcoen       |
| 2001  | Jurgen Van den Broeck   | Sven Vanthourenhout  | Kevin Rans           |
| 2002  | Thomas Buffel           | Kevin Van der Perren | Kevin Pauwels        |
| 2003  | Kirsten Flipkens        | Vincent Kompany      | Johan Vansummeren    |
| 2004  | Aagje Vanwalleghem      | Silvio Proto         | Niels Albert         |
| 2005  | Niels Albert            | Anthony Vanden Borre | Yoris Grandjean      |
| 2006  | Yoris Grandjean         | Dominique Cornu      | Mieke Vincke         |
| 2007  | Dominique Cornu         | Bart Aernouts        | Yanina Wickmayer     |
| 2008  | Elise Matthysen         | Jan Bakelants        | Yanina Wickmayer     |
| 2009  | Romelu Lukaku           | Bertrand Baguette    | Anne Zagré           |
| 2010  | Luca Brecel             | Jeroen D'Hoedt       | Lola Mansour         |
| 2011  | Thomas Van der Plaetsen | Jean-Pierre Bauwens  | Nicola Philippaerts  |
| 2012  | Kimmer Coppejans        | Emma Meesseman       | Lola Mansour         |
| 2013  | Nafissatou Thiam        | Igor Decraene        | Stoffel Vandoorne    |
| 2014  | Divock Origi            | Tim Wellens          | Wout van Aert        |
| 2015  | Tiesj Benoot            | Youri Tielemans      | Ketbi Si Mohamed     |
| 2016  | Louise Carton           | Nina Derwael         | Eli Iserbyt          |
| 2017  | Lotte Kopecky           | Matthias Casse       | Thomas Detry         |
| 2018  | Remco Evenepoel         | Jonathan Sacoor      | Eli Iserbyt          |
| 2019  | Yari Verschaeren        | Thibau Nys           | Nina Sterckx         |
| 2020  | Charles De Ketelaere    | Thibau Nys           | Grégoire Munster     |
| 2021  | Thibau Nys              | Nina Sterckx         | Florian Vermeersch   |
| 2022  | Cian Uijtdebroeks       | Nina Sterckx         | Gilles-Arnaud Bailly |
| 2023  | Alec Segaert            | Arthur Vermeeren     | Alexander Blockx     |

## Équipe de l'année
| Année | Or                                                                                        | Argent                                                  | Bronze                                                          |
| ----- | ----------------------------------------------------------------------------------------- | ------------------------------------------------------- | --------------------------------------------------------------- |
| 1997  | Noliko Maaseik (volleyball)                                                               |                                                         |                                                                 |
| 1998  | Motocross: équipe nationale                                                               |                                                         |                                                                 |
| 1999  | Équipe nationale de tennis                                                                |                                                         |                                                                 |
| 2000  | RSC Anderlecht                                                                            |                                                         |                                                                 |
| 2001  | Équipe de Fed Cup                                                                         |                                                         |                                                                 |
| 2002  | Royal Villette Charleroi                                                                  |                                                         |                                                                 |
| 2003  | Motocross: équipe nationale                                                               |                                                         |                                                                 |
| 2004  | Équipe féminine de relais 4 × 100 mètres                                                  |                                                         |                                                                 |
| 2005  | Équipe de Belgique espoirs de football                                                    |                                                         |                                                                 |
| 2006  | Équipe nationale de Fed Cup                                                               |                                                         |                                                                 |
| 2007  | Équipe féminine de relais 4 × 100 mètres                                                  |                                                         |                                                                 |
| 2008  | Équipe féminine de relais 4 × 100 mètres (O. Borlée, Mariën, Ouédraogo et Gevaert)        |                                                         |                                                                 |
| 2009  | Équipe masculine de relais 4 × 400 mètres (K. Borlée, Duerinck, Gillet et Van Branteghem) | Équipe nationale féminine de volley des moins de 18 ans | Équipe nationale masculine de hockey sur gazon des moins 18 ans |
| 2010  | Équipe masculine de relais 4 × 400 mètres                                                 | Équipe nationale masculine de basket-ball               | Équipe nationale de jumping                                     |
| 2011  | Équipe masculine de relais 4 × 400 mètres                                                 | Équipe nationale masculine de hockey sur gazon          | Équipe nationale féminine de basket U18                         |
| 2012  | Équipe nationale masculine de hockey sur gazon                                            | Équipe masculine de relais 4 × 400 mètres               | Natation: relais 4 × 100m nage libre masculin                   |
| 2013  | Équipe nationale de football                                                              | Équipe nationale de hockey sur gazon                    | Équipe nationale de volley-ball féminin                         |
| 2014  | Équipe nationale de football                                                              | Équipe nationale de volley-ball féminin                 | Équipe nationale de hockey sur gazon                            |
| 2015  | Équipe de Belgique de Coupe Davis                                                         | Équipe nationale de football                            | Équipe nationale de football U17                                |
| 2016  | Équipe nationale de hockey sur gazon                                                      | Équipe masculine de relais 4 × 400 mètres               | Natation: relais 4 × 100m nage libre masculin                   |
| 2017  | Équipe de Belgique de Coupe Davis                                                         | Équipe de Belgique féminine de basket-ball              | Équipe nationale de hockey sur gazon                            |
| 2018  | Équipe nationale masculine de hockey sur gazon                                            | Équipe nationale de football                            | Équipe de Belgique féminine de basket-ball                      |
| 2019  | Équipe nationale masculine de hockey sur gazon                                            | Équipe masculine de relais 4 × 400 mètres               | Équipe nationale de football                                    |
| 2020  | Équipe nationale féminine de basket-ball                                                  | Équipe nationale féminine de football                   | Équipe cycliste Deceuninck-Quick Step                           |
| 2021  | Équipe nationale masculine hockey sur gazon                                               | Équipe nationale féminine de basket-ball                | Jumping                                                         |
| 2022  | Équipe masculine de relais 4 × 400 mètres                                                 | Royale Union saint-gilloise                             | Sélection masculine belge de cyclisme aux championnats du monde |
| 2023  | Équipe nationale féminine de basket-ball                                                  | Royal Antwerp FC                                        | Équipe nationale masculine hockey sur gazon                     |

| Rang | Nom                                       | Nombre de fois vainqueur | Année                          |
| ---- | ----------------------------------------- | ------------------------ | ------------------------------ |
| 1    | Red lions                                 | 5                        | 2012, 2016, 2018, 2019 et 2021 |
| 2    | Équipe masculine de relais 4 × 400 mètres | 4                        | 2009, 2010, 2011, 2022         |
| 3    | Équipe féminine de relais 4 × 100 mètres  | 3                        | 2004, 2007 et 2008             |
| 3    | Équipe de Coupe Davis                     | 3                        | 1999, 2015 et 2017             |
| 5    | Équipe nationale de motocross             | 2                        | 1998 et 2003                   |
| 5    | Équipe de Fed Cup                         | 2                        | 2001 et 2006                   |
| 5    | Diables rouges                            | 2                        | 2013 et 2014                   |
| 5    | Belgian Cats                              | 2                        | 2020 et 2023                   |

## Sportif paralympique
| Année | Or                 | Argent                       | Bronze               |
| ----- | ------------------ | ---------------------------- | -------------------- |
| 2010  | Sven Decaesstecker |                              |                      |
| 2011  | Wim Decleir        |                              |                      |
| 2012  | Marieke Vervoort   | Michèle George               | Wim Decleir          |
| 2013  | Joachim Gérard     | Mathieu Loicq et Marc Ledoux | Kirsten De Laender   |
| 2014  | Michèle George     | Florian Van Acker            | Diederick Schelfhout |
| 2015  | Marieke Vervoort   | Peter Genyn                  | Joachim Gérard       |
| 2016  | Laurens Devos      | Florian Van Acker            | Peter Genyn          |
| 2017  | Peter Genyn        | Laurens Devos                | Joachim Gérard       |
| 2018  | Peter Genyn        | Laurens Devos                | Kris Bosmans         |
| 2019  | Joachim Gérard     | Peter Genyn                  | Laurens Devos        |
| 2020  | Joachim Gérard     | Peter Genyn                  | Ewoud Vromant        |
| 2021  | Peter Genyn        | Michèle George               | Joachim Gérard       |
| 2022  | Michèle George     | Ewoud Vromant                | Laurens Devos        |
| 2023  | Maxime Carabin     | Michèle George               | Roger Habsch         |

## Entraîneur
| Année | Or                  | Argent             | Bronze              |
| ----- | ------------------- | ------------------ | ------------------- |
| 2011  | Jacques Borlée      | Franky Vercauteren | John Lelangue       |
| 2012  | Jacques Borlée      | Carlo Bomans       | Vital Heynen        |
| 2013  | Marc Wilmots        | Gert Vande Broeck  | Francky Dury        |
| 2014  | Marc Wilmots        | Gert Vande Broeck  | Vital Heynen        |
| 2015  | Hein Vanhaezebrouck | Johan Van Herck    | Gert Vande Broeck   |
| 2016  | Roger Lespagnard    | Michel Preud'homme | Jacques Borlée      |
| 2017  | Roger Lespagnard    | Johan Van Herck    | Hugo Broos          |
| 2018  | Roberto Martínez    | Philip Mestdagh    | Vital Heynen        |
| 2019  | Shane McLeod        | Philippe Clement   | Jacques Borlée      |
| 2020  | Philip Mestdagh     | Philippe Clement   | Roberto Martínez    |
| 2021  | Shane McLeod        | Roger Lespagnard   | Felice Mazzù        |
| 2022  | Roger Lespagnard    | Jacques Borlée     | Sven Vanthourenhout |
| 2023  | Rachid Meziane      | Kenny De Ketele    | Mark van Bommel     |